# Ezio Cardi
Ezio Cardi (nascido em 24 de outubro de 1948) é um ex-ciclista italiano. Competiu na velocidade e dos 1000m contrarrelógio, provas realizadas nos Jogos Olímpicos de 1972 em Munique, na Alemanha. Tornou-se um ciclista profissional em 1972 e competiu até o ano de 1978.